# CuriosityStream
CuriosityStream es un servicio de transmisión de video bajo demanda de documentales por suscripción estadounidense. Entrega exclusivamente documentales y series de no-ficción sobre ciencia, tecnología, historia y naturaleza. Lanzado el 18 de marzo de 2015, CuriosityStream tiene su sede en Silver Spring, Maryland. CuriosityStream ofrece a sus usuarios más de 1,800 títulos originales y con licencia y alrededor de 600 horas de medios en todo el mundo. 
El 8 de diciembre de 2015, Amazon Prime comenzó a ofrecer CuriosityStream como parte de su servicio de suscripción adicional. Amazon-CuriosityStream es una suscripción separada del plan SVOD principal de CuriosityStream en el sentido de que solo permitirá el acceso a través de las plataformas de Amazon Prime y solo estaba disponible para los miembros de Amazon Prime. El 1 de noviembre de 2017, se anunció que CuriosityStream se asociaría con VRV, un proveedor agregado de contenido de transmisión, para permitir el acceso al contenido de CuriosityStream a través de su servicio. El 8 de noviembre de 2017, Comcast comenzó a ofrecer el servicio, en el primer acuerdo de distribución de MVPD de CuriosityStream. El 7 de diciembre de 2017, Sling TV comenzó a ofrecer el servicio como una opción adicional a sus clientes. El 26 de junio de 2018, CuriosityStream formalizó su primer acuerdo de distribución internacional con Starhub, ampliando drásticamente su alcance. El 11 de julio de 2018, CuriosityStream comenzó a ofrecerse como un canal adicional en YouTube TV.

## Visión general
El fundador del Discovery Channel, John S. Hendricks, lanzó CuriosityStream el 18 de marzo de 2015 como un servicio de video a pedido por suscripción que entrega exclusivamente documentales de no ficción. La compañía lanzó sus servicios internacionalmente el 29 de septiembre de 2015. 

## Programación
La biblioteca de contenido de CuriosityStream se divide en cuatro áreas principales: ciencia, tecnología, civilización y espíritu humano. Las subcategorías de estos cuatro pilares se dividen de la siguiente manera. 
- Ciencia: biología, tierra, genética, medicina, mente, naturaleza, física y espacio
- Tecnología: Inteligencia artificial, Comunicaciones, Energía, Ingeniería, Nanotecnología, Privacidad y Seguridad, Redes sociales y Transporte
- Civilización: negocios, conflicto, democracia, economía, emprendimiento, historia, política y sociedad
- Espíritu humano: arte, carácter y valores, creatividad, artes dramáticas y escénicas, salud y bienestar, literatura, música y filosofía

### Contenido original
CuriosityStream ha producido una serie de documentales y series originales, como: 
- Miniverse, con Chris Hadfield, Michio Kaku, Derrick Pitts, Laura Danly
- Stephen Hawking's Favorite Places  (ganador del premio Emmy 2017), con Stephen Hawking
- La luz en la tierra de David Attenborough, con David Attenborough
- Deep Time History, con Jonathan Markley
- Prescripción: Nutrición, con Michael Greger
- Destino: Plutón, con Alan Stern
- Destination Mars, con Peter Diamandis
- El camino a la singularidad, con Jason Silva
- Transhumanismo, con Jason Silva
- Dígitos, con Derek Muller, Edward Snowden, Vint Cerf
- La historia de la comida, con Robert Dunn, JJ Johnson, Michael Greger, Sandor Katz

### Contenido adquirido
El servicio ha adquirido y licenciado películas de no ficción de varios productores mundiales, como BBC, NHK, ZED, ZDF, ORF y TVF. El sitio proporciona acceso a los programas adquiridos disponibles, tales como: 
- Genio de Stephen Hawking con Stephen Hawking
- El próximo mundo con Michio Kaku
- Los secretos de la física cuántica con Jim Al-Khalili
- Clima salvaje con Richard Hammond
- La revolución nano
- Destination Mars con Peter Diamandis
- Frente cósmico
- El rostro humano de Big Data

Los suscriptores de EE. UU. tienen acceso a producciones de la BBC disponibles como: 
- La vida secreta de los perros
- Mundos antiguos Richard Miles, Simon Russell Beale, Julie Berry y Cécile Michel
- Mitos griegos: historias reales Robin Lane Fox
- Ancient Rome: The Rise and Fall of an Empire (una miniserie de docudrama de 6 partes protagonizada por Michael Sheen )
- Sexo, muerte y sentido de la vida con Richard Dawkins
- Cuando Björk conoció a Attenborough con David Attenborough
- Cruzadas, así como Vikingos y World of Stonehenge, ambos organizados por Neil Oliver .
- La paradoja de Hawking con Stephen Hawking

## Dispositivos y acceso

### Cómo mirar
CuriosityStream es accesible a través de múltiples plataformas:
- Cualquier PC moderno con un navegador web
- Cualquier dispositivo Android ejecutando la versión 4.3 o posterior
- Apple TV a través AirPlay para generaciones anteriores o aplicación nativa para cuarta generación
- Chromecast ya sea a través del navegador Google Chrome o cualquier dispositivo con Android 4.3 o superior
- iPhone, iPod, y iPad con iOS 7 o superior
- Roku
- Amazon Fire TV
- Amazon Kindle Fire
- Xbox One
- Aplicación de Televisión inteligente nativa (Apple Inc., Sony, Samsung, Vizio, LG, etc.)
- Xfinity de Comcast
- Sling TV
- VRV
- Layer3 TV
- YouTube TV
- Totalplay en México
- Izzi Telecomunicaciones México

### Precios
El servicio de transmisión cuesta $2.99 por mes para alta definición y $9.99 por mes para 4K de ultra alta definición. Hay descuentos por pagar anualmente.

## Junta asesora
CuriosityStream es asesorado por varias personas con experiencia en ciencias, educación y artes. Los miembros de la Junta Consultiva CuriosityStream incluyen: 
- Vint Cerf
- Glenn Close
- John J. DeGioia
- Robbert Dijkgraaf
- Bran Ferren
- Don Henley
- Michio Kaku
- Michael A. Keller
- William English Kirwan
- Jack Leslie
- Wynton Marsalis
- Jim Phillips (CEO, Nanomech)
- Paul Saffo
- Richard Satava
- David Evans Shaw
- Rick Smolan
- Jill Tarter
- Michael Weber (founder, MindLab)

 Los miembros de la Junta Consultiva de CuriosityStream han ofrecido declaraciones de apoyo hacia la iniciativa general.

## Premios y nominaciones
Premio Emmy de Noticias y Documentales
- Stephen Hawking's Favorite Places - Diseño gráfico y dirección de arte excepcionales (Ganador, 2017)
- La luz en la tierra de David Attenborough - Documental excepcional de la naturaleza (Nominado, 2017)
- La luz en la tierra de David Attenborough - Excelente fotografía: documental (Nominado, 2017)

Festival de cine de vida salvaje de Jackson Hole
- David Attenborough's Light on Earth - Mejor película dirigida por el presentador / presentador (Ganador, 2017)
- David Attenborough's Light on Earth - Mejor película de ciencia en la naturaleza (Nominado, 2017)
- Big World in a Small Garden - Mejor cortometraje (Nominado, 2017)

Premio Webby
- CuriosityStream - Mejor canal de ciencia y educación (Honoree, 2017)
- Deep Time History - Mejor serie documental (Honoree, 2017)
- Avances científicos: Ondas gravitacionales - Ciencia y educación para cine y video (Nominado, 2017)
- CuriosityStream - Mejor canal de ciencia y educación (Honoree, 2016)

British Academy Film Awards (BAFTA)
- David Attenborough s Light on Earth - Specialist Factual (Nominado, 2017)

Festival de cine Wildscreen
- David Attenborough's Light on Earth - Science Award (Ganador, 2016)
- La luz en la tierra de David Attenborough - Premio a la innovación técnica (Ganador, 2016)
- David Attenborough's Light on Earth - Presenter Award (nominado, 2016)

Premios de medios de ciencia
- David Attenborough's Light on Earth - Ganador del Premio Grand Helix, 2016 (BEST IN SHOW)
- Jason Silva: Transhumanism - Best Short Form Documentary (Nominado, 2016)

## Cobertura mediática
CuriosityStream ha sido presentado en la cobertura de la revolución de la transmisión digital por Time Magazine, Wall Street Journal, New York Times, Los Angeles Times, Variety ("The New OTT View-niverse"), StreamDaily, Inverse ("CuriosityStream, Netflix para documentales, apuestas sobre el hecho"), Mashable ("CuriosityStream: el nuevo 'Netflix' para la no ficción") Science News, y MultiChannel News .